# اچ‌ام‌تی آراگون

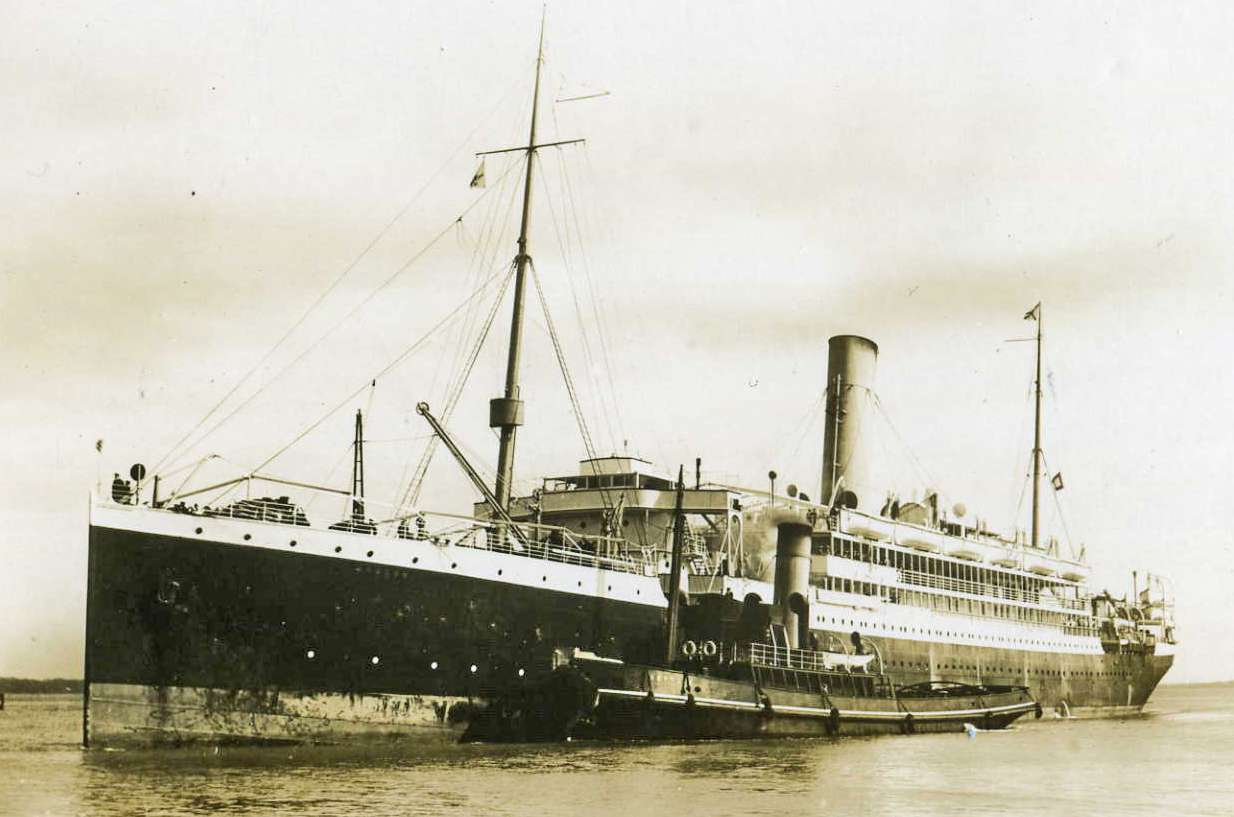
اچ ام تی آراگون

اچ‌ام‌تی آراگون (به انگلیسی: HMT Aragon) یک زیردریایی بود که طول آن ۵۱۳ فوت (۱۵۶ متر) بود. این زیردریایی در سال ۱۹۰۵ ساخته شد.